# Carex integra
Espèce
Classification phylogénétique
Carex integra est une espèce de plantes du genre Carex et de la famille des Cyperaceae.